# Самарский юридический институт ФСИН России
Самарский юридический институт ФСИН России — высшее учебное заведение Федеральной службы исполнения наказаний Российской Федерации, основанное 1 июня 1994 года, осуществляющее образовательную деятельность по образовательным программам высшего образования, основным программам профессионального обучения и дополнительным профессиональным программам в соответствии с лицензией на осуществление образовательной деятельности, а также научную деятельность.
Полное название института: федеральное казенное образовательное учреждение высшего образования «Самарский юридический институт Федеральной службы исполнения наказаний».
Сокращенное название института: ФКОУ ВО СЮИ ФСИН России.

## Основная история
В 1943 году Приказом  НКВД СССР в городе Куйбышеве была создана Куйбышевская специальная школа ИТУ НКВД со сроком обучения шесть месяцев для переподготовки руководящих кадров исправительно-трудовых учреждений. В 1946 году школа была расформирована. В 1963 году Приказом МВД РСФСР в городе Куйбышеве был создан Куйбышевский учебно-консультационный пункт Елабужской специальной средней школы милиции МВД, выпускавший офицерские кадры со средним специальным образованием для Управления внутренних дел города Куйбышева и Куйбышевской области. Всего с 1963 по 1989 годы Учебно-консультационным пунктом ЕССШМ МВД было выпущено свыше тысячи пятисот офицеров милиции для органов внутренних дел и исправительно-трудовых учреждений.
1 июня 1994 года Приказом МВД России № 157 на базе Учебно-консультационного пункта был открыт филиал Елабужской специальной средней школы милиции МВД России, созданный для подготовки оперативно-розыскных кадров милиции для УВД Самарской области, первым начальником филиала был назначен полковник А. В. Горожанин. Структура филиала состояла из трёх учебных циклов: специальных дисциплин (криминалистика, уголовный процесс, административная деятельность, оперативно-розыскная деятельность, режим секретности и специальная техника), юридических и социальных дисциплин (конституционное право, криминология, теория государства и права,  уголовное, административное, трудовое и экологическое право) и боевой и тактико-специальной подготовки (физическая подготовка, строевая подготовка, уставы, тактика и автомобильная подготовка).
17 марта 1997 года Приказом МВД России № 153 на базе филиала ЕССШМ МВД была создана Самарская специальная средняя школа МВД России, имеющая в своём составе пять учебных циклов: общеправовых и социальных дисциплин, уголовного процессуального права и криминалистики,  организация охраны, розыска и конвоирования, специальных дисциплин и боевой и тактико-специальной подготовки. За пять лет обучения школой было подготовлено свыше тысячи пятисот офицерских кадров для правоохранительных органов Самары и Самарской области. 29 марта 1999 года Постановлением Правительства Российской Федерации № 343 Самарская специальная средняя школа МВД была передана в систему Министерства юстиции Российской Федерации и переименована в Самарскую специальную среднюю школу Министерства юстиции РФ.
17 декабря 1999 года Постановлением Правительства Российской Федерации № 1398 «В связи с потенциально высоким уровнем учебного заведения, подготовки кадров и материально-технической базы, а также большими потребностями уголовно-исполнительной системы в специалистах с высшим юридическим образованием» Самарская специальная средняя школа Минюста РФ была преобразована в Самарский юридический институт Министерства юстиции РФ. 11 августа 2005 года Распоряжением Правительства Российской Федерации  № 1192 Самарский юридический институт был передан из Министерства Юстиции России в систему Федеральной службы исполнения наказаний Российской Федерации. В структуру входили тринадцать кафедр: организации охраны, розыска и конвоирования, специальных дисциплин, боевой и тактико-специальной подготовки, теории и истории государства и права, уголовного процесса, социально-экономических, гуманитарных и социальных дисциплин, уголовного права и криминологии, криминалистики и пенитенциарной психологии, педагогики, служб режима и надзора и профессиональных дисциплин, а также адъюнктура и три факультета: внебюджетной подготовки, повышения квалификации и юридический, 
институт выпускает собственный научный журнал «Вестник Самарского юридического института».

## Структура

### Факультеты
- Юридический факультет
- Факультет подготовки государственных и муниципальных служащих
- Факультет профессионального обучения и дополнительного профессионального образования

### Кафедры
- Кафедра профессиональных дисциплин
- Кафедра физической, огневой и тактико-специальной подготовки
- Кафедра административно-правовых дисциплин
- Кафедра юридической психологии, педагогики и организации воспитательной работы с осужденными
- Кафедра теории и истории государства и права
- Кафедра гуманитарных, социально-экономических и информационных технологий управления
- Кафедра организации режима, охраны и конвоирования
- Кафедра уголовно-исполнительного права и организации исполнения наказаний, не связанных с изоляцией осужденных от общества
- Кафедра уголовно-правовых дисциплин
- Кафедра гражданско-правовых дисциплин

## Руководители
- 1963—1983 — полковник Н. А. Васин
- 1983—1993 — полковник Ю. Я. Шевченко
- 1994—2009 — генерал-майор А. В. Горожанин
- 2009—2015 — генерал-майор Р. А. Ромашов
- 2015-2022 — полковник А. А. Вотинов
- 2023-наст. время - полковник Д.А. Панарин